# آلکس پیرس دی سوزا
آلکس پیرس دی سوزا (به پرتغالی: Alex De Souza) مهاجم اهل برزیل است که در شهر Ijaci و در تاریخ ۱ اوت ۱۹۹۱ به دنیا آمده‌است.
آلکس پیرس دی سوزا در تیم‌های فوتبال Fluminense سابقهٔ حضور دارد.